# Геноцид в уголовном праве России
Геноцид в уголовном праве России — деяние, являющееся преступным согласно статье 357 Уголовного кодекса РФ. Уголовная ответственность устанавливается за действия, направленные на полное или частичное уничтожение национальной, этнической, расовой или религиозной группы как таковой путём убийства членов этой группы, причинения тяжкого вреда их здоровью, насильственного воспрепятствования деторождению, принудительной передачи детей, насильственного переселения либо иного создания жизненных условий, рассчитанных на физическое уничтожение членов этой группы.

## Состав преступления

### Объект преступления
Основным непосредственным объектом данного преступления являются общественные отношения, направленные на обеспечение существования человечества как социальной общности, мирное сосуществование на нашей планете людей различных рас, национальностей, религий. Дополнительным объектом является жизнь и здоровье людей.
Данное преступление носит международный характер: ответственность за него предусматривается Конвенцией о предупреждении преступления геноцида и наказании за него 1948 года и Римским статутом международного уголовного суда 1998 года.

### Объективная сторона преступления
Объективная сторона состава, предусмотренного ст. 357 УК РФ, включает в себя действия, направленные на полное или частичное уничтожение национальной, этнической, расовой или религиозной группы. Способы уничтожения в законодательстве РФ не раскрываются, однако ими могут признаваться:
- убийство членов группы;
- причинение тяжкого вреда здоровью членам группы;
- насильственное воспрепятствование деторождению (ограничение или прекращение процессов рождения детей среди членов такой группы);
- принудительная передача детей от членов группы другим лицам;
- насильственное переселение из одной местности в другую;
- умышленное создание таких жизненных условий, которые должны привести к физическому уничтожению членов группы.

Деяние носит продолжаемый характер, то есть состоит из ряда тождественных действий, направленных на достижение единой цели. Состав преступления усечённый. Деяние окончено с момента совершения хотя бы одного из эпизодов указанных действий.

### Субъект преступления
Субъектом преступления является физическое вменяемое лицо, достигшее 16-летнего возраста.

### Субъективная сторона преступления
Субъективная сторона характеризуется виной в форме прямого умысла, а также специальной целью — полное или частичное уничтожение национальной, этнической, расовой или религиозной группы.

## Квалифицирующие признаки
Квалифицированные составы данного деяния УК РФ не предусмотрены.

## Квалификация и отграничение от других составов преступлений
Дополнительная квалификация деяния по ст. 105, 111, 126, 1271, 1272 УК РФ не требуется, так как их состав полностью охватывается составом геноцида.
Геноцид следует отграничивать от применения запрещённых средств и методов ведения войны (ст. 356 УК РФ). Геноцид  является связанным с военным конфликтом.

## Санкция
Санкция ст. 357 УК РФ носит альтернативный и частично кумулятивный характер и предусматривает назначение следующих наказаний: лишение свободы на срок от двенадцати до двадцати лет с ограничением свободы на срок до двух лет, либо пожизненное лишение свободы, либо смертная казнь.